# Shorewood Forest
Shorewood Forest – jednostka osadnicza w Stanach Zjednoczonych, w stanie Indiana, w hrabstwie Porter.